# Larissa Volpert
Larissa Volpert (russisch Лариса Ильинична Вольперт/Larissa Iljinitschna Wolpert; * 30. März 1926 in Leningrad; † 1. Oktober 2017 in New York) war eine sowjetische, später estnische Romanistin und Schachspielerin.

## Leben und Beruf
Volpert stammte aus einer Ärztefamilie. Im Jahr 1949 absolvierte sie ein Studium der Philologie (Fachrichtung: Französische Literatur) an der Staatlichen Universität Leningrad. Sie schloss ihre Promotion im Jahr 1955 ab. Sie habilitierte mit der Arbeit „Puschkin und die psychologische Tradition in der französischen Literatur vom Ende des 18. bis zum ersten Drittel des 19. Jahrhunderts“ im Jahr 1989. Ihre wissenschaftlichen Interessen bezogen sich auf die literarischen Beziehungen zwischen Russland und Frankreich vom Ende des 18. bis zur ersten Hälfte des 19. Jahrhunderts, speziell auf die Themen „Puschkin und die französische Literatur“ und „Lermontow und die französische Literatur“.
Von 1962 bis 1966 war sie Cheflektorin und ab 1967 Dozentin am Lehrstuhl für russische Literatur an der Lehrerhochschule in Pskow. Ab 1977 war sie als Dozentin am Lehrstuhl für russische Literatur an der Universität Tartu tätig. Im Jahr 1985 wechselte sie an den Lehrstuhl für ausländische Literatur. Sie war seit 1990 Professorin und seit 1993 Professorin emerita der Universität Tartu.
Volpert war ab 1948 mit dem Philologie-Professor Pavel Reifman verheiratet.

## Schach
Volpert lernte von ihrem älteren Bruder das Schachspielen. Ab der siebten Klasse besuchte sie die Schachsektion im Leningrader Pionierpalast. Sie wurde trainiert von Wiktor Wassiljew, Wladimir Sak und Pawel Kondratjew. In der Leningrader Frauenmeisterschaft 1947 teilte sie den ersten Platz mit Ljudmila Rudenko. Das nächste Turnier beendete sie 1948 erneut auf einem geteilten ersten Platz. Bei der sowjetischen Frauenmeisterschaft 1951 in Kiew teilte sie den dritten Platz mit Walentina Belowa. Bei der Frauenmeisterschaft der UdSSR 1954 in Krasnodar, die als Zonenturnier durchgeführt wurde, gewann sie die Goldmedaille und wurde für dieses Resultat mit dem Titel einer Internationalen Meisterin (WIM) ausgezeichnet.
Im Jahr 1955 wurde Volpert mit 14,5 Punkten aus 19 und ohne Niederlage Zweite hinter Olga Rubzowa beim Kandidatenturnier in Moskau. In den Jahren 1958 in Charkow (nach Stichkampf gegen Kira Sworykina) und 1959 in Lipezk wurde sie erneut sowjetische Meisterin. Im Mai 1959 belegte sie den dritten Platz hinter Sworykina und Verica Nedeljković beim Kandidatenturnier in Plowdiw. Mit der Leningrader Auswahl holte sie das Gold bei der sowjetischen Mannschaftsmeisterschaft 1960 in Moskau und 1962 in Leningrad. In den 1960er Jahren zog sie sich weitgehend vom Turnierschach zurück. Im Jahr 1977 wurde sie für ihre früheren Leistungen mit dem Titel Großmeister der Frauen (WGM) geehrt.